# Dachniwka
Dachniwka – wieś na Ukrainie, w obwodzie chmielnickim, w rejonie gródeckim.